# Conostegia cinnamomea
Conostegia cinnamomea là một loài thực vật có hoa trong họ Mua. Loài này được (Beurl.) Wurdack mô tả khoa học đầu tiên năm 1978.